# Pilsko
Pilsko (1557 m n. m.) je druhý nejvyšší vrchol Oravských Beskyd, hned po Babí hoře. S prominencí 753 m jde o devátou nejprominentnější horu Slovenska.

## Poloha
Nachází se na slovenském území nedaleko polsko-slovenské hranice, která prochází 400 m pod vrcholem hory. Podobně jako přes mnohé jiné hory na polsko-slovenské hranici prochází přes tento vrchol hranice úmoří. Vodní toky ze severních svahů patří do úmoří Baltského moře, zatímco toky z jižní strany patří do úmoří Černého moře.

## Přístup

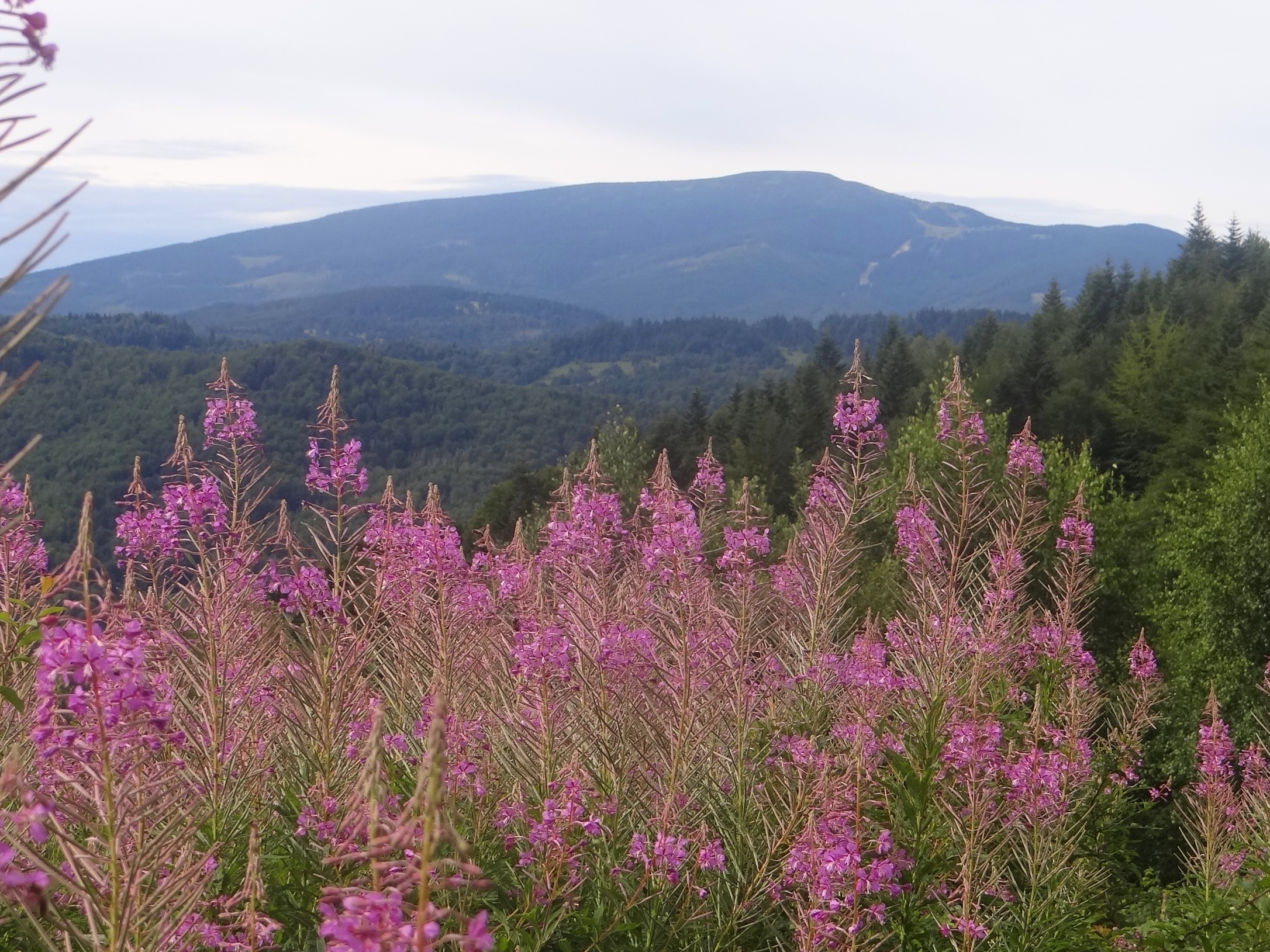
Pilsko ze severovýchodu, z Polska

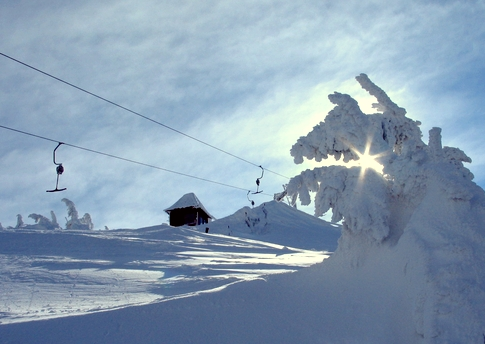
Lyžařský vlek od chaty Pilsko

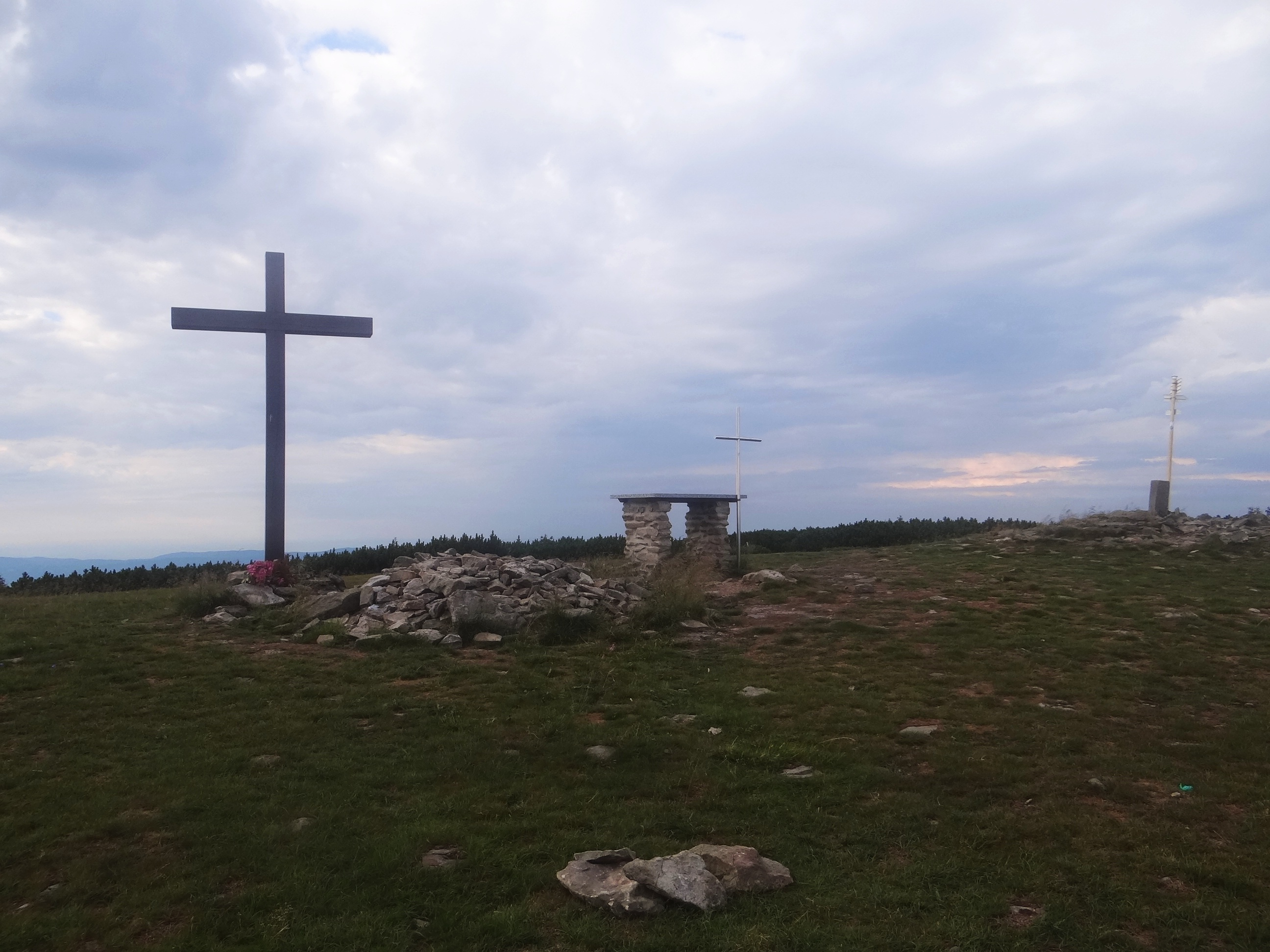
Vrcholový kříž

Vrchol patří díky své výškové dominanci mezi oblíbené cíle pro turisty z obou stran státní hranice. Z vrcholu je kruhový výhled na Babí horu, Tatry, Chočské vrchy, Malou Fatru a na Polsko.
Ze slovenské strany vedou na vrchol značené turistické cesty z obcí Mútne a Oravské Veselé. Z Polska je významným turistickým východiskem obec Korbielów, ke které patří i stejnojmenné lyžarské středisko. Na vrchol lze dojít také po hraniční hřebenovce, která prochází i přes východněji položenou Babí horu, vzdálenou asi 10 hodin cesty.